# Ashley Mckenzie
Ashley McKenzie (Londra, 17 luglio 1989) è un judoka britannico.
Nel 2012 ha partecipato ai Giochi olimpici di Londra 2012 nella categoria -60 kg, perdendo al secondo turno contro il giapponese Hiroaki Hiraoka.

## Palmares
- Europei

Budapest 2013: bronzo nei 60kg;
Tel Aviv 2018: bronzo nei 60kg.
- Campionati europei under 23

Antalya 2009: bronzo nei -60kg;
Sarajevo 2010: oro nei -60kg.
- Campionati europei juniores

Praga 2007: bronzo nei -60kg.
- Campionati europei cadetti

Salisburgo 2005: bronzo nei -50kg.